# NGC 4840
NGC 4840 is een elliptisch sterrenstelsel in het sterrenbeeld Hoofdhaar. Het hemelobject werd op 11 april 1785 ontdekt door de Duits-Britse astronoom William Herschel.

## Synoniemen
- MCG 5-31-29
- ZWG 160.42
- DRCG 27-46
- PGC 44324